# Системы классификации легкового автотранспорта
Системы классификации легкового автотранспорта — классификация легковых автомобилей в разных государствах и странах мира.

## Европа

### Классификация Европейской экономической комиссии
Классификация Европейской экономической комиссии ориентирована, скорее, на сегментацию целевого рынка, нежели описание каких-либо конкретных характеристик автомобилей; рамки между сегментами размыты и не ограничиваются такими параметрами, как габариты или масса. Факторы сегментации включают также такие параметры, как цена, вид, набор опций и иные параметры.
Данные сегменты используются для мониторинга рынка Европы. Жёсткое определение набора характеристик может серьёзно препятствовать эффективному анализу рынка.
В целом, рынок пассажирских автомобилей делится на следующие сегменты:
| A: | Mini cars (европейский особо малый класс; микроавтомобили)        |
| B: | Small cars (европейский малый класс; компактный класс)            |
| C: | Medium cars (европейский низший средний класс; «гольф-класс»)     |
| D: | Larger cars (европейский средний класс; семейный класс)           |
| E: | Executive cars (европейский высший средний класс; «бизнес-класс») |
| F: | Luxury cars (европейский верхний класс; представительский класс)  |
| J: | Sport utility (SUV, «внедорожники»)                               |
| M: | Multi purpose cars (минивэны и УПВ)                               |
| S: | Sport coupe (спорткупе)                                           |

Более узкое определение рынка не было востребовано, поэтому осталось открытым. Иногда для обозначения машин, «переходных» между сегментами, может использоваться символ «+» — B+, C+ и так далее.

### Классификация EuroNCAP
Организация EuroNCAP применяет для проходящих краш-тесты моделей собственную классификацию с целью разграничения категорий автомобилей, сравнимых между собой по актуальным для пассивной безопасности параметрам — размерам, массе и типу кузова.
- Superminis (соответствует сегменту A и B);
- Small family cars (а также седаны-супермини вроде Renault Logan);
- Large family cars;
- Executive cars (дорогие автомобили длиной более 4,8 м);
- Roadsters (двухместные открытые автомобили);
- Small off-roaders (маленькие внедорожники);
- Large off-roaders (большие внедорожники);
- Small MPVs (маленькие минивэны);
- Large MPVs (большие минивэны);

### США
С 1985 года, согласно документу Title 40--Protection of Environment, Section 600.315-82 Classes of comparable automobiles, в рамках данной классификации, выделяются по полезному объёму салона:
- Мини (minicompact car, до 85 фут³), примерно соответствует европейским A-B
- Субкомпактный (sub-compact cars, subcompacts, 85-99,9), примерно соответствует европейскому B
- Компактный (compact cars, compacts, 100—109,9), примерно соответствует европейскому C
- Среднеразмерные автомобили (mid-size cars, intermediates, 110—119,9), примерно соответствует европейскому D-E
- Полноразмерные автомобили (large cars, full-size cars, standard size cars, 120 и более), примерно соответствует европейскому F

Отдельные категории по объёму салона существуют для автомобилей с кузовом «универсал»:
- Small station wagon (до 130 куб. футов)
- Midsize station wagon (130—160)
- Large station wagon (более 160)

По аналогии с этой классификацией, в Америке внедорожники, называемые SUV — Sport-Utility Vehicles, также делят на:
- Compact SUV
- Mid-size SUV
- Full-size SUV

Вплоть до 1980-х годов в основе этой классификации лежал параметр длины колёсной базы, цифры которой многократно пересматривались в сторону их уменьшения.

### СССР и Россия
Для советских легковых автомобилей класс с 1960-х гг. определяется согласно сухой массе и рабочему объёму двигателя, обычно коррелирующим друг с другом (исключения — модификации или переработанные модели с более мощным двигателем, которые сохраняют класс базовой модели, например, ГАЗ-31013, ВАЗ-21213 или Москвич-2142), причём классу соответствует первая цифра в присваиваемом НАМИ индексе по отраслевой нормали ОН 025270-66:
| Цифра | Класс       | Группа | Объём двигателя, см³  | Сухая масса, кг       |
| ----- | ----------- | ------ | --------------------- | --------------------- |
| 1     | Особо малый | Первая | меньше 849            | меньше 649            |
| 1     | Особо малый | Вторая | 850…1099              | 650…799               |
| 2     | Малый       | Первая | 1 100… 1299           | 800…899               |
| 2     | Малый       | Вторая | 1 300…1 499           | 900…1 049             |
| 2     | Малый       | Третья | 1 500…1 799           | 1 050…1 149           |
| 3     | Средний     | Первая | 1 800…2 499           | 1 150…1 299           |
| 3     | Средний     | Вторая | 2 500…3 499           | 1 300…1 499           |
| 4     | Большой     | Первая | 3 500…4 999           | 1 500…1 899           |
| 4     | Большой     | Вторая | больше 5 000          | больше 1 900          |
| 5     | Высший      | —      | (не регламентируется) | (не регламентируется) |

В настоящее время (2022) данная система продолжает использоваться многими предприятиями в российской автомобильной промышленности, а также применяется для определения типа автомобиля с целями налогообложения.

## Соотношение различных классификаций
| Классификация легковых автомобилей по размеру |                          |                           |         |                     | |
| США                                           | Великобритания           | РФ                        | Сегмент | Euro NCAP 1997-2009 | Примеры                                                                                                 |
| Microcar                                      | Microcar, Bubble car     | Мотоколяска               | A-класс | Supermini           | Isetta, Smart Fortwo                                                                                    |
| Subcompact car                                | City car                 | Городской автомобиль      | A-класс | Supermini           | Chevrolet Spark, Volkswagen up!, Ford Ka, Peugeot 107, Opel Agila, Kia Picanto, Fiat 500, Suzuki Alto   |
| Subcompact car                                | Supermini                | Малый класс               | B-класс | Supermini           | Volkswagen Polo, Ford Fiesta, Peugeot 208, Opel Corsa, Citroën DS3, Kia Rio                             |
| Compact car                                   | Small family car         | Гольф-класс Малый средний | C-класс | Small family car    | Volkswagen Golf, Ford Focus, Peugeot 308, Opel Astra, Hyundai Elantra, Honda Civic, BMW 1               |
| Mid-size car                                  | Large family car         | Средний класс             | D-класс | Large family car    | Volkswagen Passat, Ford Mondeo, Peugeot 508, Opel Insignia, Hyundai Sonata, Honda Inspire, Honda Accord |
| Entry-level luxury car                        | Compact executive car    | Средний класс             | D-класс | Large family car    | Audi A4, BMW 3, Mercedes-Benz C-класс, Волга 31105                                                      |
| Full-size car                                 | Executive car            | Полноразмерный а/м        | E-класс | Executive car       | Ford Crown Victoria, Chevrolet Impala, Holden Commodore                                                 |
| Mid-size luxury car                           | Executive car            | Бизнес-класс              | E-класс | Executive car       | Audi A6, BMW 5, Mercedes-Benz E-класс                                                                   |
| Full-size luxury car                          | Luxury car               | Представительский класс   | F-класс | —                   | Audi A8, BMW 7, Mercedes-Benz S-класс                                                                   |
| Sports car                                    | Sports car               | Спорткар                  | S-класс | —                   | Chevrolet Corvette, Porsche 911                                                                         |
| Grand tourer                                  | Grand tourer             | Гран туризмо              | S-класс | —                   | Jaguar XK, Maserati GranTurismo                                                                         |
| Supercar                                      | Supercar                 | Суперкар                  | S-класс | —                   | Bugatti Veyron, Pagani Zonda                                                                            |
| Convertible                                   | Convertible              | Кабриолет                 | S-класс | —                   | Mercedes-Benz CLK-класс, Volvo C70, Volkswagen Eos                                                      |
| Roadster                                      | Roadster                 | Родстер                   | S-класс | Roadster sports     | Audi TT, BMW Z4, Porsche Boxster                                                                        |
| —                                             | Leisure activity vehicle | —                         | M-класс | Small MPV           | Peugeot Partner, Škoda Roomster                                                                         |
| —                                             | Mini MPV                 | Микровэн                  | M-класс | Small MPV           | Ford B-Max, Opel Meriva, Honda Fit                                                                      |
| Compact minivan                               | Compact MPV, Midi MPV    | Компактвэн                | M-класс | Small MPV           | Ford C-Max, Opel Zafira, Volkswagen Touran, Renault Scenic                                              |
| Minivan                                       | Large MPV                | Минивэн                   | M-класс | Large MPV           | Ford Galaxy, SEAT Alhambra, Chrysler Town & Country, Mazda5                                             |
| Mini SUV                                      | Mini 4×4                 | —                         | J-класс | Small Off-Road 4×4  | Daihatsu Terios, Mitsubishi Pajero iO, Suzuki Jimny                                                     |
| Compact SUV                                   | Compact 4×4              | Компактный кроссовер      | J-класс | Small Off-Road 4×4  | Jeep Liberty, Honda CR-V, Kia Sportage, Toyota RAV4                                                     |
| —                                             | Coupe SUV                | Внедорожное купе          | J-класс | —                   | Isuzu VehiCROSS, BMW X6                                                                                 |
| Mid-size SUV                                  | Large 4×4                | Средний внедорожник       | J-класс | Large Off-Road 4×4  | BMW X5, Jeep Grand Cherokee, Volkswagen Touareg                                                         |
| Full-size SUV                                 | Large 4×4                | Тяжёлый внедорожник       | J-класс | Large Off-Road 4×4  | Cadillac Escalade, Chevrolet Suburban, Range Rover, SsangYong Rexton, Toyota Land Cruiser               |
| Мини-пикап                                    | Пикап                    | Пикап                     | -       | Pick-up             | Chevrolet Montana, Fiat Strada, Volkswagen Saveiro                                                      |
| Среднеразмерный пикап                         | Пикап                    | Пикап                     | -       | Pick-up             | Chevrolet Colorado, Ford Ranger, Mitsubishi Triton/L200, Nissan Navara                                  |
| Полноразмерный пикап                          | Пикап                    | Пикап                     | -       | Pick-up             | Dodge Ram, Ford F-150, GMC Sierra, Nissan Titan, Toyota Tundra                                          |
| Пикап-гигант                                  | Пикап                    | Пикап                     | -       | Pick-up             | Chevrolet Silverado, Ford Super Duty, Ram Heavy Duty                                                    |

1. 1 2 3 4  Источник. Дата обращения: 27 февраля 2009. Архивировано 4 марта 2016 года.
2. ↑  Europa — European Commission — Competition. Дата обращения: 27 февраля 2009. Архивировано 28 февраля 2009 года.
3. ↑  Источник. Дата обращения: 27 февраля 2009. Архивировано 4 марта 2016 года.
4. ↑  Источник. Дата обращения: 27 февраля 2009. Архивировано 5 марта 2016 года.
5. ↑  Classes of comparable automobiles. Дата обращения: 17 января 2014. Архивировано 22 марта 2016 года.
6. ↑  Классификация Европейской Комиссии